# David Howland
David Howland (född 17 september 1986) är en nordirländsk professionell fotbollsspelare (mittfältare), för närvarande i Glentoran FC. Han har representerat Nordirland på U21-nivå.

## Statistik i klubblagssammanhang
| Säsong  | Klubb           | Liga                | Ligamatcher (Totalt) | Ligamål (Totalt) |
| ------- | --------------- | ------------------- | -------------------- | ---------------- |
| 2005/08 | Birmingham City | Premier League      | 0 (0)                | 0 (0)            |
| 2008    | Port Vale (lån) | The Football League | 17 (17)              | 0 (0)            |
| 2008-   | Port Vale       | The Football League | 0 (0)                | 0 (0)            |
| Total   | Total           | Total               | 17 (17)              | 0 (0)            |